# Rhampholeon tilburyi
Rhampholeon tilburyi — вид ігуаноподібних ящірок родини хамелеонових (Chamaeleonidae). Ендемік Мозамбіку.

## Поширення і екологія
Rhampholeon tilburyi мешкають на схилах гір Намулі, Рібауе, Мепалуе і Соконе на півночі Мозамбіку. Вони живуть у вологих гірських тропічних лісах, на висоті від 817 до 1650 м над рівнем моря. Вдень шукають їжу в лісовій підстилці, а на ніч перебираються на низько розташовані гілки кущів.

## Збереження
МСОП класифікує цей вид як такий, що перебуває під загрозою зникнення. Rhampholeon tilburyi загрожує знищення природного середовища.